# Chorley
Chorley este un oraș și un district nemetropolitan în comitatul Lancashire, regiunea North West, Anglia. Districtul are o populație de 103.700 locuitori, din care 33.424 locuiesc în orașul propriu zis Chorley.

## Orașe din cadrul districtului
- Amersham
- Chesham

## Personalități născute aici
- Leonora Carrington (1917 - 2011), pictoriță, scriitoare care a trăit în Mexic.